# Transceptor

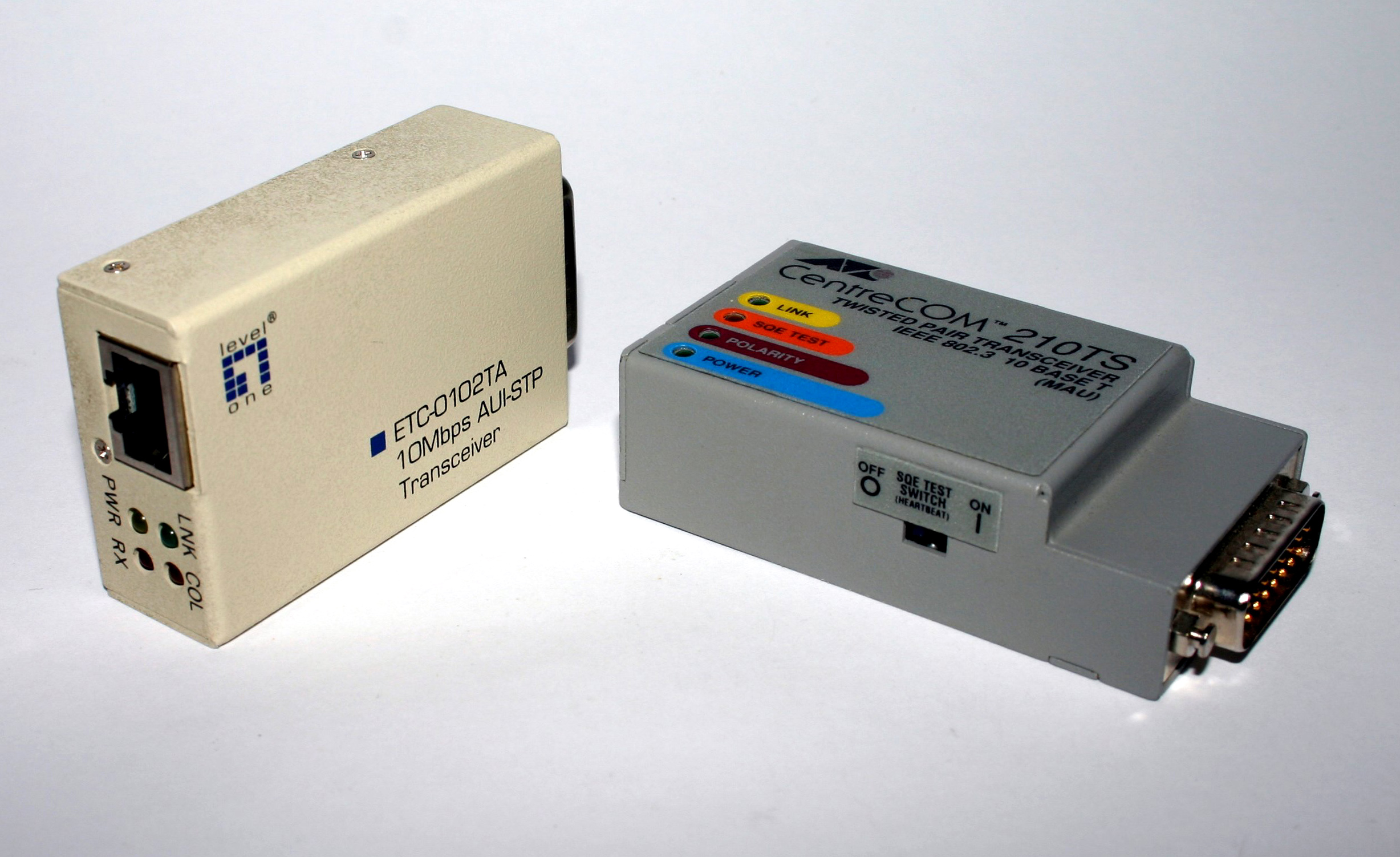
Exemplo de um transceptor de redes de dados.

o transceptor (palavra-valise da fusão de transmissor e receptor) é um dispositivo tecnológico que combina transmissão e recepção usando componentes de circuito comuns (circuito combinados) que fazem ambas as funções em somente um aparelho. Se esses componentes não forem comuns/combinados esse aparelho designa-se transmissor-receptor. Tendo o termo surgido por volta da Segunda Guerra Mundial. São dispositivos similares os transpondedores, os transverters e os repetidores.

## Rádio
Em transmissões por rádio também são utilizados transceptores, um exemplo típico é o caso do walkie-talkie, dos rádios da  banda do cidadão e do radioamador.

## Redes de dados
Um transceptor, em redes de dados informáticas, converte um tipo de sinal, ou um conector, em outro. Por exemplo, para conectar uma interface AUI de 15 pinos a um conector RJ45 ou para converter sinais elétricos em sinais ópticos. Ele é considerado um dispositivo da camada 1 (camada física), porque só considera os bits e não as informações de endereço ou protocolos de níveis superiores. Dado que determinados elementos do transceptor se utilizam tanto para a transmissão como para a recepção, a comunicação que provê um transceptor só pode ser semi-duplex, o que significa que pode enviar sinais entre dois terminais em ambos os sentidos, mas não simultaneamente.

## Ver Também
- Transceptor Gunnplexer